# Glinianka (gromada)
Glinianka – dawna gromada, czyli najmniejsza jednostka podziału terytorialnego Polskiej Rzeczypospolitej Ludowej w latach 1954–1972.
Gromady, z gromadzkimi radami narodowymi (GRN) jako organami władzy najniższego stopnia na wsi, funkcjonowały od reformy reorganizującej administrację wiejską przeprowadzonej jesienią 1954 do momentu ich zniesienia z dniem 1 stycznia 1973, tym samym wypierając organizację gminną w latach 1954–1972.
Gromadę Glinianka z siedzibą GRN w Gliniance utworzono – jako jedną z 8759 gromad na obszarze Polski – w powiecie mińskim w woj. warszawskim, na mocy uchwały nr VI/10/7/54 WRN w Warszawie z dnia 5 października 1954. W skład jednostki weszły obszary dotychczasowych gromad Czarnówka, Glinianka, Kruszowiec, Lipowo, Poręby, Rzakta, Siwianka, Teresław, Wola Ducka i Wola Karczewska ze zniesionej gminy Glinianka w tymże powiecie. Dla gromady ustalono 24 członków gromadzkiej rady narodowej.
1 stycznia 1958 gromada weszła w skład nowo utworzonego powiatu otwockiego w tymże województwie.
Gromada przetrwała do końca 1972 roku, czyli do kolejnej reformy gminnej.